# Tremblement de terre (album, Dorothée)
Pour les articles homonymes, voir Tremblement de terre (homonymie).
Albums de Dorothée
Attention danger
(1988) Live à Bercy
(1990)
Tremblement de terre est un album de Dorothée sorti en 1989.

## L'histoire de l'album
Le neuvième album studio de Dorothée sort en octobre 1989. Il obtient un grand succès commercial, notamment grâce aux deux singles extraits, Tremblement de terre et Nicolas et Marjolaine. 
Cet album est diversifié, on y trouve un rock (Dorothée Rock), un twist (Ma nouvelle valise), un titre jazzy (Dou dou dou), plusieurs ballades (Pourquoi, Une lettre par avion), mais aussi une chanson écrite par Michel Jourdan (Des ailes à mes souliers), ouvertement inspirée de Ivan, Boris et moi et Mon amour, mon ami de Marie Laforêt dont Michel Jourdan fut également l'auteur.
Avec cet opus, Dorothée se produit à Bercy avec 14 représentations à guichet fermé du 6 au 21 janvier 1990 lors du Bercy 90.

Pour marquer cette série de concerts, un album live est publié en mai 1990, Live à Bercy.
Tremblement de terre sera également distribué en Asie, où la chanteuse effectuera deux grandes tournées en 1990 et 1991.

## Titres
| No  | Titre                    | Durée |
| --- | ------------------------ | ----- |
| 1.  | Tremblement de terre     |       |
| 2.  | Ne pleure pas            |       |
| 3.  | Dorothée Rock            |       |
| 4.  | Nicolas et Marjolaine    |       |
| 5.  | Ma nouvelle valise       |       |
| 6.  | Pourquoi ?               |       |
| 7.  | La maison du bonheur     |       |
| 8.  | Dou, dou, dou            |       |
| 9.  | Un p'tit bout de bonheur |       |
| 10. | Des ailes à mes souliers |       |
| 11. | Une lettre par avion     |       |
| 12. | Si je l'aimais           |       |

## Singles
- Tremblement de terre (octobre 1989).
- Nicolas et Marjolaine (mars 1990).

## Crédits
- Paroles : Jean-François Porry
- Musiques : Jean-François Porry / Gérard Salesses
- Sauf Des ailes à mes souliers : Paroles et musique de Michel Jourdan

## Ventes
L'album reçoit un double disque d'or pour plus de 200 000 exemplaires écoulés.